# Courcelles (Charente-Maritime)
Courcelles é uma comuna francesa na região administrativa da Nova Aquitânia, no departamento de Charente-Maritime. Estende-se por uma área de 6,77 km². Em 2010 a comuna tinha 477 habitantes (densidade: 70,5 hab./km²).